# Valentín Kovatchev
Valentín Kovatchev (Sofía, Bulgaria, 1953) es un pintor y grabador búlgaro afincado en España. En sus grabados utiliza una técnica propia al aguafuerte. Es Académico Correspondiente en Málaga por la Real Academia de Bellas Artes de Santa Isabel de Hungría de Sevilla.

## Biografía
Se graduó en la Escuela de Bellas Artes de Sofía en la especialidad de grabado en el año 1981, donde fue discípulo de Evtim Tomov. Desde 1992 reside en España, en 1999 obtuvo la nacionalidad española. Ha realizado exposiciones de sus obras en numerosos países desde 1987 hasta la actualidad.

## Selección de obras
- Serie Erosión.[4]

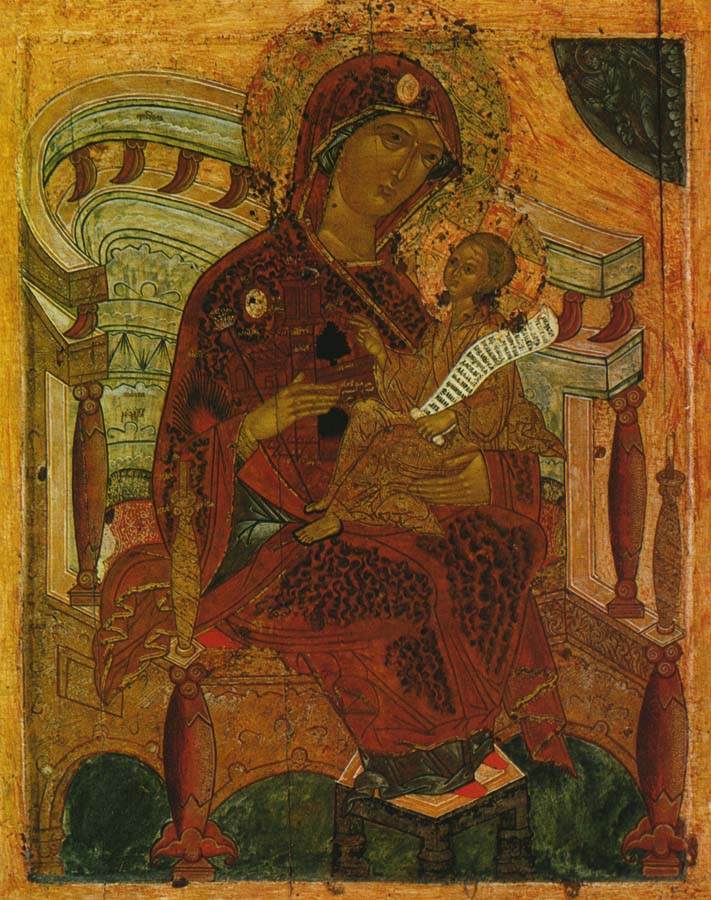
Icono de la Virgen Odighitria,, inspirador del primer grabado de la serie Erosión.

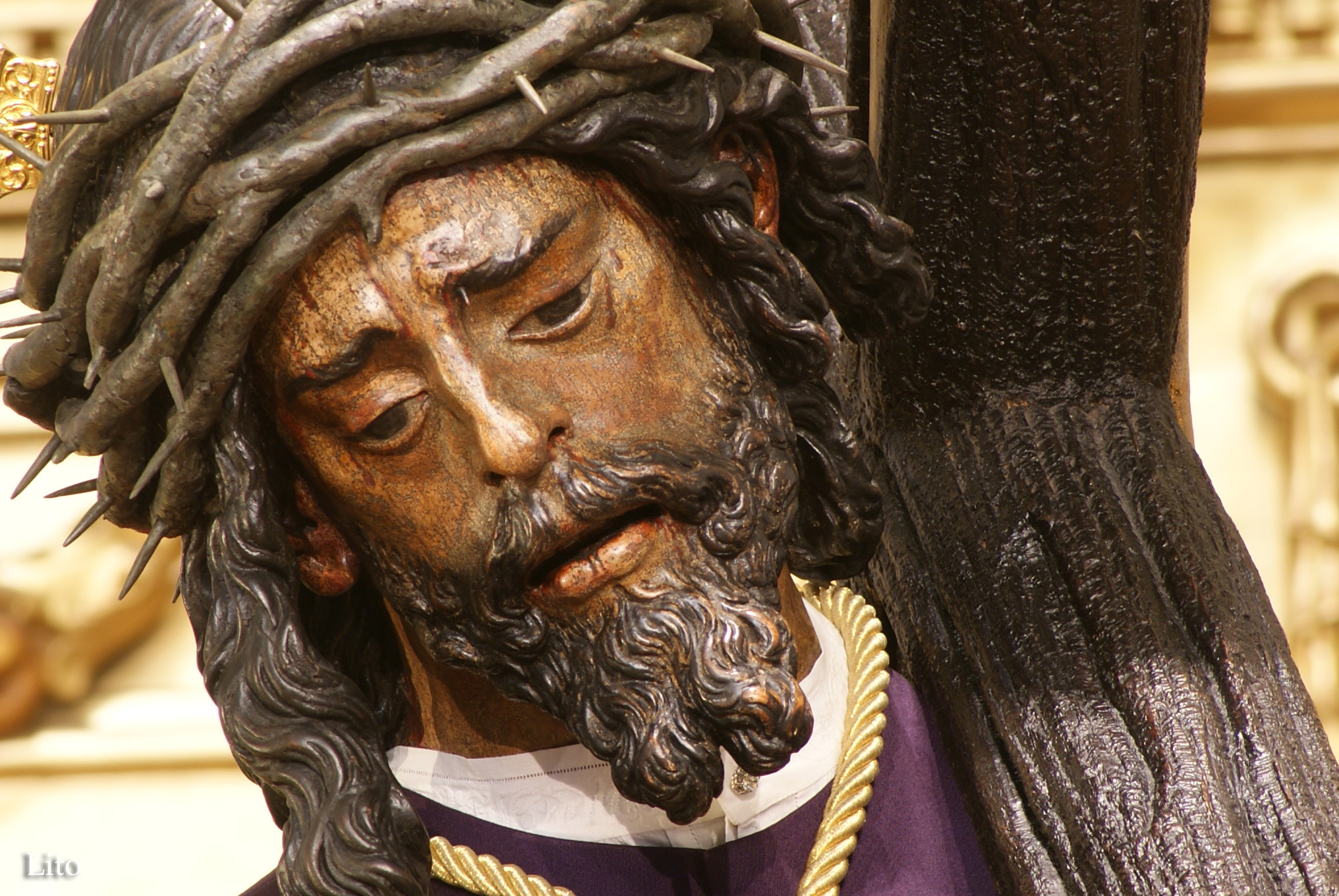
Foto de Jesús del Gran Poder de Sevilla. Esta talla ha inspirado uno de los grabados de la serie Andalucía espiritual.

  - Erosión I. La Virgen Hodigitria (aguafuerte, 1989).
  - Erosión IV. San Pedro y San Pablo (aguafuerte, 1989).
  - Erosión V. San Jorge con la cabeza cortada (aguafuerte, 1990).
  - Erosión VIII. El Monasterio de Zograt (aguafuerte, 1990).
  - Erosión XII. San Jorge con escenas de su vida (aguafuerte, 1990).
- Serie Anatomía del toro salvaje.
- Serie Andalucía espiritual.
  - Virgen de la Esperanza (aguafuerte, 1996).
  - Jesús del Gran Poder (aguafuerte, 1998).
- Suite Picasso (aguafuertes, 2001).
- Suite de Don Quijote con alma búlgara. Conjunto de aguafuertes inspirados en las aventuras de Don Quijote en los que este se representa con las facciones de Simeón de Bulgaria.[5]

## Reconocimientos
- Medalla Goya de plata en la X Bienal de Arte de Iberoamérica.
- Primer Premio en la 11 Bienal Internacional de Gráfica de Grecia (1991).